# Monofenol monooksigenaza
Monofenol monooksigenaza (EC 1.14.18.1, fenolaza, monofenol oksidaza, krezolaza, monofenolaza, tirozin-dopa oksidaza, monofenolna monooksidaza, monofenol dihidroksifenilalanin:kiseonik oksidoreduktaza, N-acetil-6-hidroksitriptofan oksidaza, monofenol, dihidroksi-L-fenilalanin kiseonik oksidoreduktaza, o-difenol:O2 oksidoreduktaza, fenol oksidaza) je enzim sa sistematskim imenom L-tirozin,L-dopa:kiseonik oksidoreduktaza. Ovaj enzim katalizuje sledeću hemijsku reakciju
(1) -tirozin + O2 {\displaystyle \rightleftharpoons } dopahinon + 2O (sveukupna reakcija)
(1a) -tirozin + 1/2 O2 {\displaystyle \rightleftharpoons } L-dopa
(1b) -dopa + 1/2 O2 {\displaystyle \rightleftharpoons } dopahinon +2O
(2) 2 -dopa + O2 {\displaystyle \rightleftharpoons } 2 dopahinon + 22O
Ovaj enzim je tip III bakarni protein prisutan u širokom varijetetu bakterija, gljiva, biljki, insekata, rakova i sisara. On učestvuje u sintezi betalaina i melanina.

## Spoljašnje veze
- Tyrosinase на 